# 鈴鹿英数学院
株式会社鈴鹿英数学院（すずかえいすうがくいん）は、三重県を中心に愛知県・静岡県・東京都で学習塾・予備校を経営する企業。社名は創業地の鈴鹿を冠するが、2022年時点では本社は津市にある。略称はeisu。三重県では最も知名度の高い学習塾であり、県内の私立中学校（高田中学校・暁中学校・三重中学校・鈴鹿中等教育学校）や私立高校（暁高等学校・高田高等学校・鈴鹿高等学校・三重高等学校）の模擬試験や、私立中学入試の模擬試験である「土曜テスト」、県立高校入試の模擬試験である「三重県統一テスト」「志望校判定テスト」を運営する。

## 概要
企業名　株式会社鈴鹿英数学院
- 沿革　1965年（昭和40年）4月　設立
- 代表者　最高経営責任者（CEO）　山本千秋

　　　　 最高執行責任者（COO）　伊藤奈緒
- 本部所在地　三重県津市広明町337
- 事業所
  - 三重県・愛知県・静岡県・東京都などに60ヶ所

## 沿革
- 1965年（昭和40年）三重県鈴鹿市に設立される。
- 1975年（昭和50年）鈴鹿市に本部を設置する。
- 1984年（昭和58年）津駅西口前に本部ビルが完成する。本部機能を移転する。現役予備校を開設する。法人となる。
- 1986年（昭和61年）「（株）えいすう総研」を設立する。
- 1990年（平成2年）東京事業部を設立する。小学生低学年向け能力開発プログラム「イルカ」を開講する。
- 1993年（平成5年）本部ビル新館が完成する。小中学生部門を「進学塾eisu」として、高校生部門を「現役予備校eisu」とする。
- 1995年（平成7年）愛知県・静岡県に校舎を開設する。
- 1996年（平成8年）東京に「経営企画本部」設置する。「新宿校」を開校する。
- 1997年（平成9年）完全個別コンピュータ学習システムの「Newtonジムeisu」を導入する。
- 2000年（平成12年）基礎学力3検定を創設する。（株）えいすう総研が全国普及本部となる。幼児英語（PEC）と小学生英語（JEC）を開講する。
- 2002年（平成14年）インターネット英語学習システムの「Global English」を導入する。
- 2003年（平成15年）高卒生を対象とする「予備校eisu」を開校する。
- 2006年（平成18年）東進衛星予備校と提携する。個別自立学習を目的とした「nice」を開講する。
- 2010年（平成22年）全国小・中学生学力カップを初開催。以来毎年6月に全国規模で行われる。
- 2013年（平成25年）「ネイティブ英会話」と「受験英語」の同時マスターを可能にする、デイビッド・セイン英語ジムを開講する。

## 開講講座
小3・小4特講
県内外の難関私国立中学校を受験するための準備講座。国語と算数の2科目の基礎学力を育成する。
小5・小6特講
県内の難関私国立中学校である「三重大学教育学部附属中学校」「暁中学校」「鈴鹿中等教育学校」「三重中学校」「セントヨゼフ女子学園中学校」「皇学館中学校」などの合格を目指す生徒を対象にした講座。原則水曜と土曜の週2回の授業で、国語・算数・理科・社会を指導し、県内の私国立中学校の入試において高い合格率を維持している。
小5・小6難関中学プレミアム
県内の最難関私立中学校である「高田中学校」や、「鈴鹿中等教育学校」「三重中学校」「セントヨゼフ女子学園中学校」などの上位コースの合格を目指す生徒を対象にした講座。原則水曜と土曜の週2回と木曜か金曜の週1回の計週3回の授業で、国語・算数・理科・社会の4科目を指導し、高い合格率を維持している。高田中学校の合格者数は県内外の学習塾で最も多い。津駅前校では県外の中学校を受験する生徒用の「難関中学プレミアムZ1」クラスを開講している。
小学本科
県立最上位高校の合格にむけて早い段階から準備する講座。中学校の成績に影響する「期限を守って宿題に取り組み、提出する」「授業に積極的に参加する」「テストにむけてしっかりとテスト勉強を行い、精一杯の対策でもってテストに臨む」などの姿勢を身につけさせる。津駅前校では三重大学教育学部附属中学校の受験を希望する生徒用の「本科Z1」クラスを開構している
中学本科
県立高校合格を目指す生徒を対象にした講座。レベル別のクラス編成になっており、県内では最上位校を中心に多くの合格者を輩出している。各中学校に対象を限定したクラスはないが、各中学校に近い校舎がそれぞれ定期試験対策を行い学校に対応した指導を行っている。
各高校の正確な合格ラインをもとに、現在の学力との差をはかり、入試までにその差を埋めるために必要な学習内容とスケジュールを、個別面談で生徒とともに決めていく方法で、無駄のない効率的な学習ができるようになっている。
中学特講
県内の私立中学校に通う生徒を対象にした講座。高田中学校・暁中学校・鈴鹿中等教育学校・三重中学校・セントヨゼフ女子学園中学校・皇學館中学校のクラスを開講している。
高校コース
東進のシステムを採用した授業形態で、県内で最高レベルの大学合格実績を出している。